# Ascidia prolata
Ascidia prolata is een zakpijpensoort uit de familie van de Ascidiidae. De wetenschappelijke naam van de soort is voor het eerst geldig gepubliceerd in 1985 door Kott.